# شوتا سایتو (بازیکن فوتبال، زاده ۱۹۹۶)
شوتا سایتو (ژاپنی: 斎藤 翔太؛ زادهٔ ۷ دسامبر ۱۹۹۶) یک بازیکن فوتبال اهل ژاپن است.
از باشگاه‌هایی که در آن بازی کرده‌است می‌توان به باشگاه فوتبال اوراوا رد دیاموندز و باشگاه فوتبال میتو هولیهوک اشاره کرد.